# Nakajima Hikōki
La Nakajima Hikōki Kabushiki Kaisha, abbreviata come Nakajima Hikōki K K (in giapponese:中島飛行機株式会社), tradotta spesso nella bibliografia anglofona come Nakajima Aircraft Company e conosciuta semplicemente come Nakajima, fu un'importante azienda aeronautica giapponese attiva nel periodo che va dagli anni venti alla fine della seconda guerra mondiale. Nei suoi stabilimenti venivano prodotti motori aeronautici e velivoli sia civili che militari.

## Storia
Fondata nel 1917 da Chikuhei Nakajima fu la prima azienda del suo genere in Giappone. Divenne Nakajima Aircraft Company nel 1931. Dopo la sconfitta giapponese la società rinacque sotto il nome di Fuji Heavy Industries producendo gli scooter Fuji Rabbit ed automobili Subaru.
La Nakajima Aircraft Company aveva stabilimenti in Tokyo, Musashino, Donryu, Ōta (visitato dall'Imperatore Hirohito il 16 novembre) e Koizumi. Gli stabilimenti di Ōta e Koizumi furono pesantemente bombardati rispettivamente il 10 febbraio 1945 e il 3 aprile 1945. Ora la fabbrica di Ōta appartiene alla Fuji Heavy Industries(SUBARU) e quella di Koizumi alla Sanyo.

## Aerei prodotti dalla Nakajima

### Con motore a pistone
- Nakajima A2N - 1930 caccia biplano imbarcato
- Nakajima Type 91 - 1931 caccia monoplano ad ala alta a parasole
- Nakajima A4N - 1935 caccia imbarcato
- Nakajima E8N - 1935 ricognitore marittimo
- Nakajima AT-2 - 1936 trasporto passeggeri
- Nakajima Ki-27 - fine 1936 caccia monoplano
- Nakajima Ki-34 - 1937 versione da trasporto per l'esercito del AT-2
- Nakajima B5N - "Kate" 1937 aerosilurante
- Nakajima Ki-43 隼 Hayabusa (Falco pellegrino) - "Oscar" 1939 caccia
- Nakajima Ki-44 鍾馗 Shoki (Domatore di demoni) - "Tojo" 1940 caccia
- Nakajima Ki-62 - 1941 caccia in competizione con progetto del Kawasaki Ki-61
- Nakajima A6M2-N - "Rufe" 1941 versione idrovolante del Mitsubishi A6M Zero
- Nakajima G5N 深山 Shinzan (Nicchia della montagna) - 1941 bombardiere quadrimotore a lungo raggio, poi convertito in aereo da trasporto.
- Nakajima Ki-49 呑龍 Donryu (Drago della tempesta) - "Helen" 1941 bombardiere medio
- Nakajima J1N 月光 Gekko (Chiarore di Luna) - "Irving" 1941 caccia notturno della marina basato a terra
- Nakajima Ki-84 疾風 Hayate (Brezza) - "Frank" 1943 caccia
- Nakajima B6N 天山 Tenzan (Montagna sacra) - "Jill" aerosilurante
- Nakajima J5N 天雷 Tenrai (Tuono sacro) - 1944 intercettore monoposto della marina bimotore basato a terra
- Nakajima C6N 彩雲 Saiun (Nuvola dipinta) - 1943 ricognitore imbarcato
- Nakajima Ki-87 - 1945 intercettore d'alta quota
- Nakajima G8N 連山 Renzan (Catena montuosa) - 1945 bombardiere pesante quadrimotore a lungo range
- Nakajima Ki-115 剣 Tsurugi (Spada) - 1945 aereo speciale per gli attacchi suicidi
- Nakajima G10N 富嶽 Fugaku (Monte Fuji) - 1945 bombardiere a lungo raggio

### Prototipi di aerei a reazione
- Nakajima Ki-201  火龍 Karyu (Drago di fuoco) - 1945 Aereo molto simile al tedesco Messerschmidt Me 262 (rimasto allo stadio di progetto)
- Nakajima Kikka 橘花 Kikka (Fiore d'arancio) - 1945 Aereo per la marina sperimentale, prodotto in due prototipi